# توماس فورلونغ
توماس فورلونغ (بالإنجليزية: Thomas Furlong)‏ هو رسام أمريكي، ولد في 1886 في سانت لويس في الولايات المتحدة، وتوفي في 1952 في Bolton Landing, New York ‏ في الولايات المتحدة.